# هزیود (دهانه)
هزیود یک دهانه برخوردی در ماه‌ است.

## دهانه‌های اقماری
این دهانه ۷ دهانه اقماری دارد.
| Hesiodus | عرض جغرافیایی | طول جغرافیایی | قطر          |
| -------- | ------------- | ------------- | ------------ |
| A        | ۳۰.۱° S       | ۱۷.۰° W       | ۱۵.۰ کیلومتر |
| B        | ۲۷.۱° S       | ۱۷.۵° W       | ۱۰.۰ کیلومتر |
| E        | ۲۷.۸° S       | ۱۵.۳° W       | ۳.۰ کیلومتر  |
| D        | ۲۹.۳° S       | ۱۶.۴° W       | ۵.۰ کیلومتر  |
| Y        | ۲۸.۳° S       | ۱۷.۲° W       | ۱۷.۰ کیلومتر |
| X        | ۲۷.۳° S       | ۱۶.۲° W       | ۲۴.۰ کیلومتر |
| Z        | ۲۸.۷° S       | ۱۹.۴° W       | ۴.۰ کیلومتر  |